# 4 Heures de Silverstone 2019
Navigation
Édition précédente
Les 4 Heures de Silverstone 2019 sont la première manche du championnat du monde d'endurance FIA 2019-2020 et la 32e édition de l'épreuve.

## Engagés
La liste contient 31 engagés.

## Circuit
Les 4 Heures de Silverstone 2019 se déroulent sur le Circuit de Silverstone, en Angleterre. Ce circuit est caractérisé par ses courbes rapides, comme l'enchaînement Maggots-Becketts-Chapel très sélectif, suivi d'une longue ligne droite jusqu'au virage Stowe. Ce site est ancré dans la compétition automobile, néanmoins il a connu plus de dix modifications de son tracé, la dernière datant de 2010. Ce circuit est célèbre car il accueille la Formule 1, dont la première manche s'est déroulée sur ce circuit.

## Course

### Classement de la course
Voici le classement provisoire au terme de la course.
- Les vainqueurs de chaque catégorie sont signalés par un fond jauni.
- Pour la colonne Pneus, il faut passer le curseur au-dessus du modèle pour connaître le manufacturier de pneumatiques.

## Pole position et record du tour
- Pole position :
- Meilleur tour en course :

## À noter
- Longueur du circuit : 5,901 km
- Distance parcourue par les vainqueurs :